# 1968
- Wikisource

| Calendário gregoriano                                                        | 1968 MCMLXVIII                      |
| Ab urbe condita                                                              | 2721                                |
| Calendário arménio                                                           | 1417 – 1418                         |
| Calendário bahá'í                                                            | 124 – 125                           |
| Calendário budista                                                           | 2512                                |
| Calendário chinês                                                            | 4664 – 4665 Início a 30 de janeiro  |
| Calendário copta                                                             | 1684 – 1685                         |
| Calendário etíope                                                            | 1960 – 1961                         |
| Calendários hindus - Vikram Samvat - Calendário nacional indiano - Cáli Iuga | 2023 – 2024 1889 – 1890 5068 – 5069 |
| Calendário Holoceno                                                          | 11968                               |
| Calendário islâmico                                                          | 1388 – 1389                         |
| Calendário judaico                                                           | 5728 – 5729 Início a 23 de setembro |
| Calendário persa                                                             | 1346 – 1347 Início a 21 de março    |
| Calendário rúnico                                                            | 2218                                |
| Calendário solar tailandês                                                   | 2511                                |

1968 (MCMLXVIII, na numeração romana) foi um ano bissexto do século XX que começou numa segunda-feira, segundo o calendário gregoriano. As suas letras dominicais foram GF. A terça-feira de Carnaval ocorreu a 27 de fevereiro e o domingo de Páscoa a 14 de abril. Segundo o horóscopo chinês, foi o ano do Macaco, começando a 30 de janeiro.

| Evento                                                   | Data            | Hora  |
| -------------------------------------------------------- | --------------- | ----- |
| Aquário                                                  | 20 de janeiro   | 23:55 |
| Peixes                                                   | 19 de fevereiro | 14:10 |
| primavera no hemisfério norte e outono no hemisfério sul |                 |       |
| Carneiro/equinócio                                       | 20 de março     | 13:22 |
| Touro                                                    | 20 de abril     | 00:42 |
| Gémeos                                                   | 21 de maio      | 00:06 |
| verão no hemisfério norte e inverno no hemisfério Sul    |                 |       |
| Caranguejo/solstício                                     | 21 de junho     | 08:14 |
| Leão                                                     | 22 de julho     | 19:08 |
| Virgem                                                   | 23 de agosto    | 02:03 |
| Outono no Hemisfério Norte e Primavera no Hemisfério Sul |                 |       |
| Balança/equinócio                                        | 22 de setembro  | 23:27 |
| Escorpião                                                | 23 de outubro   | 08:30 |
| Sagitário                                                | 22 de novembro  | 05:49 |
| inverno no hemisfério norte e verão no hemisfério sul    |                 |       |
| Capricórnio/solstício                                    | 21 de dezembro  | 19:00 |

| UTC: Madeira, Guiné-Bissau e São Tomé e Príncipe Subtrair (-): 1 h nos Açores e Cabo Verde 2 h nas Ilhas oceânicas brasileiras 3 h em Brasília, em Goiás, na Amazônia Oriental Brasileira e no nordeste, sudeste e sul brasileiros 4 h na Amazônia Ocidental Brasileira, Mato Grosso e Mato Grosso do Sul 5 h no Acre e sudoeste do Amazonas Adicionar (+): 1 h Portugal Continental, em Angola e Guiné Equatorial 2 h em Moçambique 8 h em Macau 9 h em Timor-Leste. |
| Adicionar uma hora durante a vigência do horário de verão: Portugal Continental : Não houve horário de verão em 1968 |

| Ano completo                            |
| --------------------------------------- |
| Ano bissexto com início à segunda-feira |

## Eventos
- Ano Internacional dos Direitos Humanos, pela ONU.
- Inauguração da zona de livre comércio em Lomé, capital do Togo.

### Janeiro
- 5 de janeiro - Início da Primavera de Praga na Tchecoslováquia.
- 31 de janeiro - Guerra do Vietnã: Início da Ofensiva Tet, pela guerrilha vietnamita que invade a embaixada dos Estados Unidos em Saigon.

### Março
- 7 de março - Guerra do Vietnã: Primeira batalha em Saigon.
- 16 de março - Guerra do Vietnã: Exército norte-americano executam 504 civis vietnamitas no conhecido Massacre de My Lai.
- 27 de março - Morre o cosmonauta soviético, Yuri Gagarin, primeiro homem a ir ao espaço em 1961. Tinha 34 anos e sofreu um acidente com ultraleve que ele e o co-piloto comandavam em Kirzhach.
- 28 de março - Estudante Edson Luís é morto por policiais militares, na invasão do Restaurante Calabouço no centro do RJ. Segundo os policiais, houve a invasão porque pensaram que o grupo pretendia invadir a embaixada dos Estados Unidos, outro estudante também foi morto no restaurante.

### Abril
- 4 de abril - Líder negro e Prêmio Nobel da Paz de 1964, Martin Luther King é assassinado a tiros em Memphis, aos 39 anos de idade. O seu assassino, um segregacionista do sul dos Estados Unidos, James Earl Ray.
- 5 de abril - Frente Ampla é proibida pelo presidente Costa e Silva que manda apreender revistas e livros.
- 6 de abril - Filme 2001: A Space Odyssey é lançado nos cinemas do mundo inteiro.
- 7 de abril - Piloto escocês de Fórmula 1, Jim Clark de 32 anos morre após acidente durante o GP da Alemanha de Fórmula 2, no circuito de Hockenheimring.
- 16 de abril - Metalúrgicos de Contagem, em Minas Gerais entram em greve por 10 dias, por reajuste salarial.
- 20 de abril - Atentado a bomba destrói a entrada do jornal O Estado de S. Paulo.

### Maio
- 1 de maio - Governador de São Paulo, Abreu Sodré é apedrejado em palanque na Praça da Sé por trabalhadores contra a ditadura militar.
- 1 de maio - Lançamento do movimento Tropicália.
- 2 de maio - Revolução de Maio de 68 é iniciada por estudantes da Universidade de Paris e ocorre uma greve geral na França.
- 20 de maio - Fundação da Igreja de Nossa Senhora da Consolação freguesia da Feteira, concelho de Angra do Heroísmo.
- 22 de maio - Submarino americano Scorpion desaparece no Oceano Atlântico, próximo ao arquipélago de Açores matando 99 tripulantes.
- 26 de maio - Primeiro transplante de coração realizado no Brasil, pelo Dr. Euryclides de Jesus Zerbini.

### Junho
- 3 de junho - Andy Warhol, artista americano e figura da pop art é ferido em atentado.
- 5 de junho - Robert Kennedy é atingido por tiros no Hotel Ambassador em Los Angeles, na Califórnia. Kennedy morre.
- 21 de junho - Passeata de estudantes deixa 90 feridos após confronto com polícia de repressão da ditadura no Rio de Janeiro.
- 26 de junho - Atentado contra QG do II Exército de São Paulo mata o soldado Mário Kozel Filho; Passeata dos 100 mil pelas ruas do centro do Rio de Janeiro contra a violência do governo, protestos são por todo o país.

### Julho
- 1 de julho — O Tratado de Não Proliferação de Armas Nucleares é assinado em Washington, D.C., Londres e Moscou por sessenta e dois países.
- 13 de julho - Brasileira Martha Vasconcellos é eleita Miss Universo 68.
- 17 de julho - Presidente Costa e Silva determina a proibição de manifestações.
- 18 de julho - Comando de Caça aos Comunistas espanca o elenco da peça ‘Roda Viva’ de Chico Buarque em São Paulo.
- 19 de julho - Assembleia Geral da CNBB no interior de SP condena a falta de liberdade de expressão Brasil.
- 22 de julho - Sede da Associação Brasileira de Imprensa, no Rio de Janeiro é alvo de atentado a bomba.
- 30 de julho - Ex-presidente Jânio Quadros fica confinado por quatro meses em Corumbá, no Mato Grosso.

### Agosto
- 21 de agosto - Tropas da União Soviética invadem a Tchecoslováquia colocando fim à Primavera de Praga.
- 25 de agosto - Lançamento do single (compacto) Revolution (composta por John Lennon e Paul McCartney), que retrata o momento político conturbado no mundo e a preferência da banda por protestos pacíficos.
- 29 de agosto - Líder estudantil da UnB, Honestino Guimarães é preso dentro da universidade, após invasão das policias militar e federal em Brasília.

### Setembro
- 2 de setembro - Deputado do MDB, Márcio Moreira Alves faz discurso ofensivo contra o governo militar no Congresso criticando a proposta da AI-5.
- 6 de setembro - Suazilândia torna-se um país independente.
- 11 de setembro - Lançamento da primeira edição da Revista Veja.
- 27 de setembro - Reforma Universitária é aprovada pelo governo federal.

### Outubro
- 1 de outubro - Capitão Sérgio Miranda denuncia a tentativa de usar unidade da FAB para eliminar oposicionistas.
- 2 de outubro - Rua Maria Antônia, no Centro de São Paulo onde se localiza as faculdades Mackenzie e de Ciências e Filosofia da USP viram palco de um conflito entre estudantes antiditadura e militares, dezenas ficam feridos.
- 2 de outubro - Massacre de Tlatelolco na Cidade do México, a dez dias das Olimpíadas. Repressão policial a manifestação deixou mais de 200 mortos.
- 3 de outubro - Golpe militar leva o general nacionalista Velasco Alvarado à presidência do Peru.
- 8 de outubro - Atriz Norma Bengell é sequestrada e espancada por policiais em São Paulo e solta no Rio de Janeiro.
- 12 a 28 de outubro - Decorrem na Cidade do México os Jogos Olímpicos de Verão de 1968.
- 12 de outubro - Declarada a independência da Guiné Equatorial, em relação a Espanha Franquista.
- 12 de outubro - Capitão do exército dos Estados Unidos, Charles Chandler, acusado de ser agente da CIA é morto por guerrilheiros em São Paulo.
- 12 de outubro - Reunião clandestina da UNE em Ibiúna, interior de SP acaba com a prisão de 720 estudantes.
- 20 de outubro - Ex-primeira-dama dos Estados Unidos, Jacqueline Kennedy casa-se com o multimilionário grego Aristóteles Onassis.
- 24 de outubro - Casa de Dom Hélder Câmara é metralhada no Recife.

### Novembro
- 5 de novembro - Richard Nixon torna-se presidente dos Estados Unidos ao vencer as eleições.
- 22 de novembro - Lançamento do álbum The Beatles (White Album) no Reino Unido - o primeiro álbum duplo da história da música.
- 28 de novembro - Lançamento da música Sympathy for the Devil da banda Rolling Stones (álbum Beggars Banquet).

### Dezembro
- 1 de dezembro - Rainha Elizabeth II inicia visita de 12 dias ao Brasil.
- 3 de dezembro - É transmitido na NBC o grande especial Elvis (NBC TV Special), conhecido como '68 Comeback Special. O especial traz Elvis Presley de volta aos shows após anos produzindo filmes. No especial, Elvis canta músicas antigas e estreia novas músicas como If I Can Dream e outros.
- 13 de dezembro - AI-5 é editado pelo Congresso e sancionado pelo presidente Costa e Silva, fechando o Congresso Nacional gerando caos no país.
- 21 de dezembro - Lançamento da Apollo 8 que foi a primeira nave tripulada em órbita lunar.[1]
- 22 de dezembro
  - Revolução Cultural Chinesa: o Diário do Povo postou as instruções de Mao Tsé-Tung de que "a juventude intelectual deverá ir ao interior e será educada a viver na pobreza rural".
  - Anos de Chumbo no Brasil: após protestarem publicamente contra a ditadura militar brasileira, os cantores Caetano Veloso e Gilberto Gil são presos no Rio de Janeiro.
- 23 de dezembro - Carlos Lacerda é preso no Rio de Janeiro e tem seus direitos políticos cassados por 10 anos.
- 25 de dezembro - Início das emissões regulares da RTP2.

## Nascimentos
- 14 de janeiro - LL Cool J, cantor de hip-hop e ator estadunidense.
- 26 de janeiro - Flávio Basso, cantor, compositor e cineasta brasileiro (m. 2015).
- 30 de janeiro - Felipe, Príncipe das Astúrias.
- 1 de fevereiro - Lisa Presley, cantora americana.
- 11 de fevereiro - Wang Shih-hsien, ator e cantor taiwanês.
- 18 de fevereiro - Molly Ringwald, atriz estadunidensa.
- 4 de março - Patsy Kensit, atriz e cantora Inglesa.
- 6 de março - Moira Kelly, atriz estadunidensa.
- 21 de março - Jaye Davidson, modelo, estilista de moda e ator inglês.
- 22 de março - Euronymous, guitarrista norueguês (m. 1993).
- 30 de março - Céline Dion, cantora canadense.
- 19 de abril - Mswati III, rei da Suazilândia.
- 7 de maio - Traci Lords, atriz e cantora estadunidensa.
- 26 de maio - Frederico, Príncipe Herdeiro da Dinamarca.
- 28 de maio - Kylie Minogue, atriz e cantora Australiana.
- 1 de junho - Jason Donovan, ator e cantor Australiano.
- 11 de junho - Alois, Príncipe Herdeiro do Liechtenstein.
- 8 de julho - Michael Weatherly, ator estadunidense.
- 21 de julho - Brandi Chastain, futebolista estadunidensa.
- 30 de julho - Terry Crews, ator, artista e atleta estadunidense.
- 9 de agosto - Gillian Anderson, atriz estadounidensa.
- 25 de setembro - Will Smith, ator, rapper e produtor de televisão estadunidense.
- 7 de outubro - Thom Yorke, Cantor, Compositor e músico Britânico
- 25 de outubro - Sean Sasser, educador, ativista e chef confeiteiro americano (m. 2013).
- 5 de novembro - Mr Catra, Rapper,Funkeiro e Compositor Brasileiro (m. 2018).
- 14 de dezembro - Nuno Graciano, apresentador de televisão e político português.

## Mortes

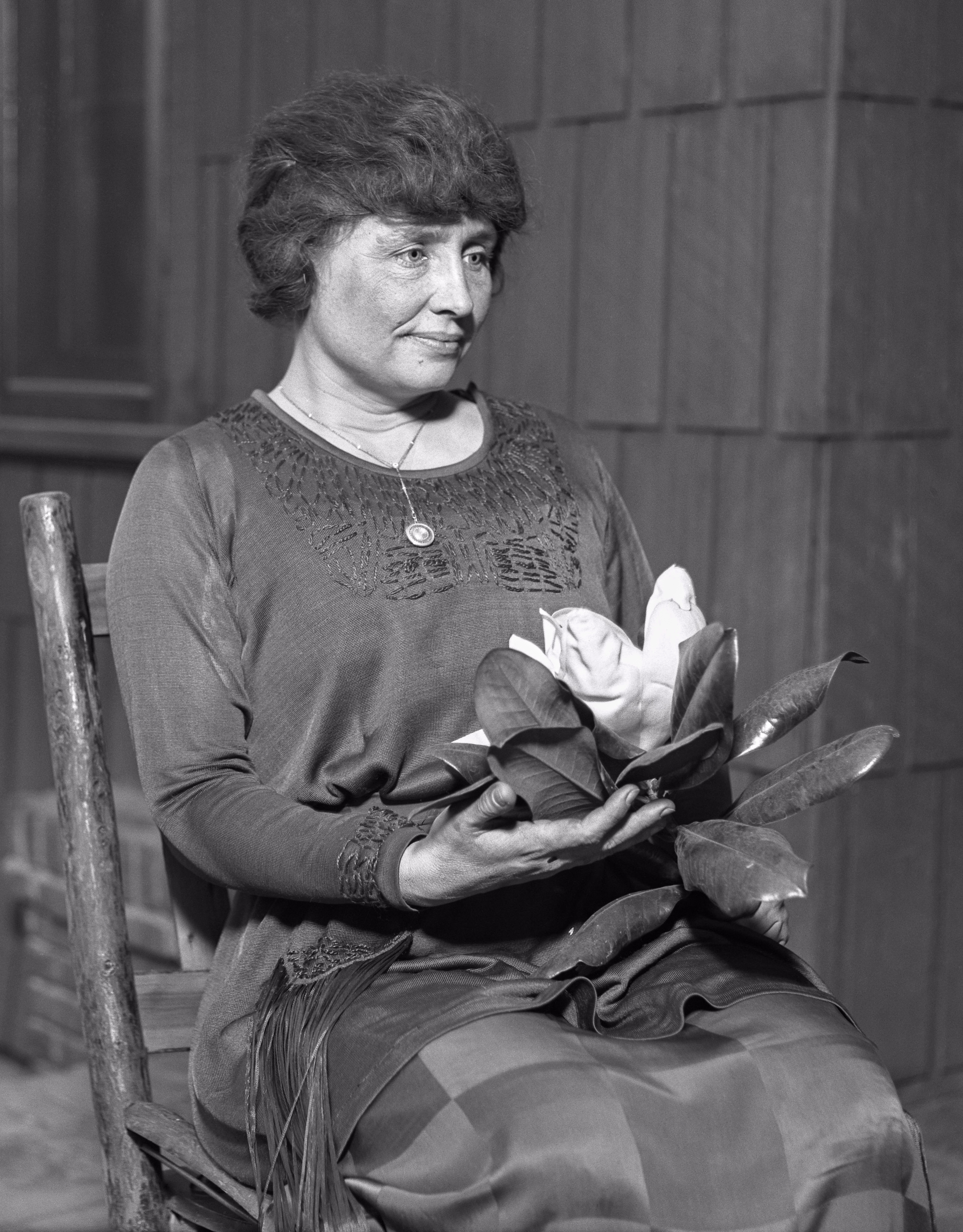
Helen Keller

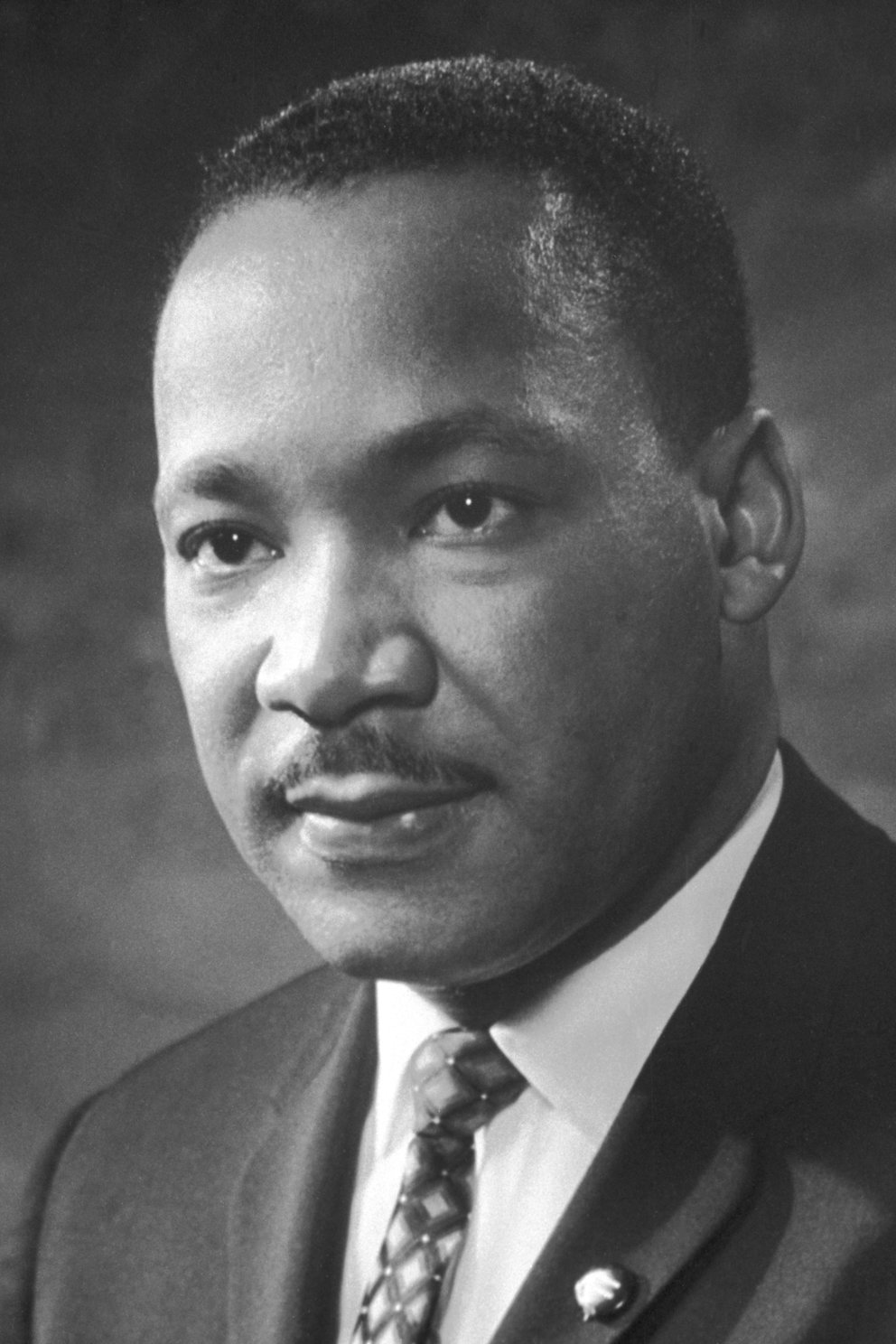
Martin Luther King Jr.

- 27 de março - Yuri Gagarin, realizou o primeiro voo espacial tripulado.
- 4 de abril - Martin Luther King Jr., ativista e lutador dos direitos iguais para todos. Nobel da Paz 1964 (n. 1929).[2]
- 4 de abril - Assis Chateaubriand, jornalista e empresário, fundador da TV Tupi.
- 1 de junho - Helen Keller, escritora, ativista dos direitos humanos e porta-voz dos direitos de pessoas com deficiência (n. 1880).
- 6 de junho - Robert F. Kennedy, político norte-americano.
- 18 de julho - Corneille Jean François Heymans, fisiologista Nobel de Fisiologia ou Medicina 1938 (n. 1892).[3]
- 23 de julho - Henry Hallett Dale, embriologista britânico Nobel de Fisiologia ou Medicina 1936 (n. 1875).[3]
- 23 de agosto - Vicente Celestino, cantor brasileiro.
- 16 de setembro - Celso Marques, ator brasileiro.
- 17 de setembro - Marechal João Batista Mascarenhas de Morais, Comandante chefe da Força Expedicionária Brasileira na Segunda Guerra Mundial (n.1883).
- 23 de setembro - São Padre Pio de Pietrelcina - sacerdote católico italiano (Ordem dos Frades Menores Capuchinhos).
- 2 de outubro - Marcel Duchamp, pintor e escultor franco-americano.
- 13 de outubro - Manuel Bandeira, poeta brasileiro.
- 1 de novembro - Francisco Campos, o jurista e ex-ministro da Justiça brasileiro.
- 5 de novembro - Estelle Hemsley, atriz americana (n. 1887).

## Por tema
- 1968 na arte
- 1968 no Brasil
- 1968 no carnaval
- 1968 na ciência
- 1968 no cinema
- Desastres em 1968
- 1968 no desporto
- Divisões administrativas em 1968
- 1968 na informática
- 1968 no jornalismo
- 1968 na literatura
- 1968 na música
- 1968 na política
- 1968 na rádio
- 1968 no teatro
- 1968 na televisão

## Prêmio Nobel
- Física - Luis Alvarez[4]
- Química - Lars Onsager[5]
- Medicina - Robert W. Holley,[3] H. Gobind Khorana,[3] Marshall W. Nirenberg[3]
- Literatura - Yasunari Kawabata[6]
- Paz - René Cassin[2]

## Epacta e idade da Lua
| Epacta gregoriana | 3 (III) |
| Idade da Lua      | Letra d |

## Por tema
- 1968 na arte
- 1968 no Brasil
- 1968 no carnaval
- 1968 na ciência
- 1968 no cinema
- Desastres em 1968
- 1968 no desporto
- Divisões administrativas em 1968
- 1968 na informática
- 1968 no jornalismo
- 1968 na literatura
- 1968 na música
- 1968 na política
- 1968 na rádio
- 1968 no teatro
- 1968 na televisão